# 부여군
부여군(扶餘郡)은 대한민국 충청남도 남부에 있는 군이다. 동쪽으로 논산시, 서쪽으로 보령시와 서천군, 북쪽으로 청양군과 공주시, 남쪽으로 전북특별자치도 익산시, 군산시와 접한다.
북동쪽에서 남서쪽으로 금강이 흐르며, 비옥한 충적평야를 형성한다. 부여는 수려한 자연경관과 함께 백제 문화의 유물·유적이 산재해 있는 문화 관광지이다. 백제시대 부여의 명칭은 사비이며, 백제 성왕이 국호를 남부여(538년)로 바꾸고 웅진에서 사비로 천도한 이후 538년부터 660년까지 백제 수도였다. 매년 10월 공주시와 함께 백제문화제를 개최한다. 명소로는 백제시대 문화재인 부소산성과 백제의 별궁 연못이었던 궁남지 등이 있고, 백제문화단지가 조성되어 있다. 부여의 관북리 유적·부소산성과 능산리 고분군, 정림사지와 부여 나성 등 4곳의 백제역사유적지구가 유네스코 세계문화유산으로 등재되었다. 군청 소재지는 부여읍이고, 행정구역은 1읍 15면이다.

## 역사
| Daedongyeojido (Gyujanggak) 15-05.jpg | Daedongyeojido (Gyujanggak) 15-04.jpg |
| Daedongyeojido (Gyujanggak) 16-05.jpg | Daedongyeojido (Gyujanggak) 16-04.jpg |

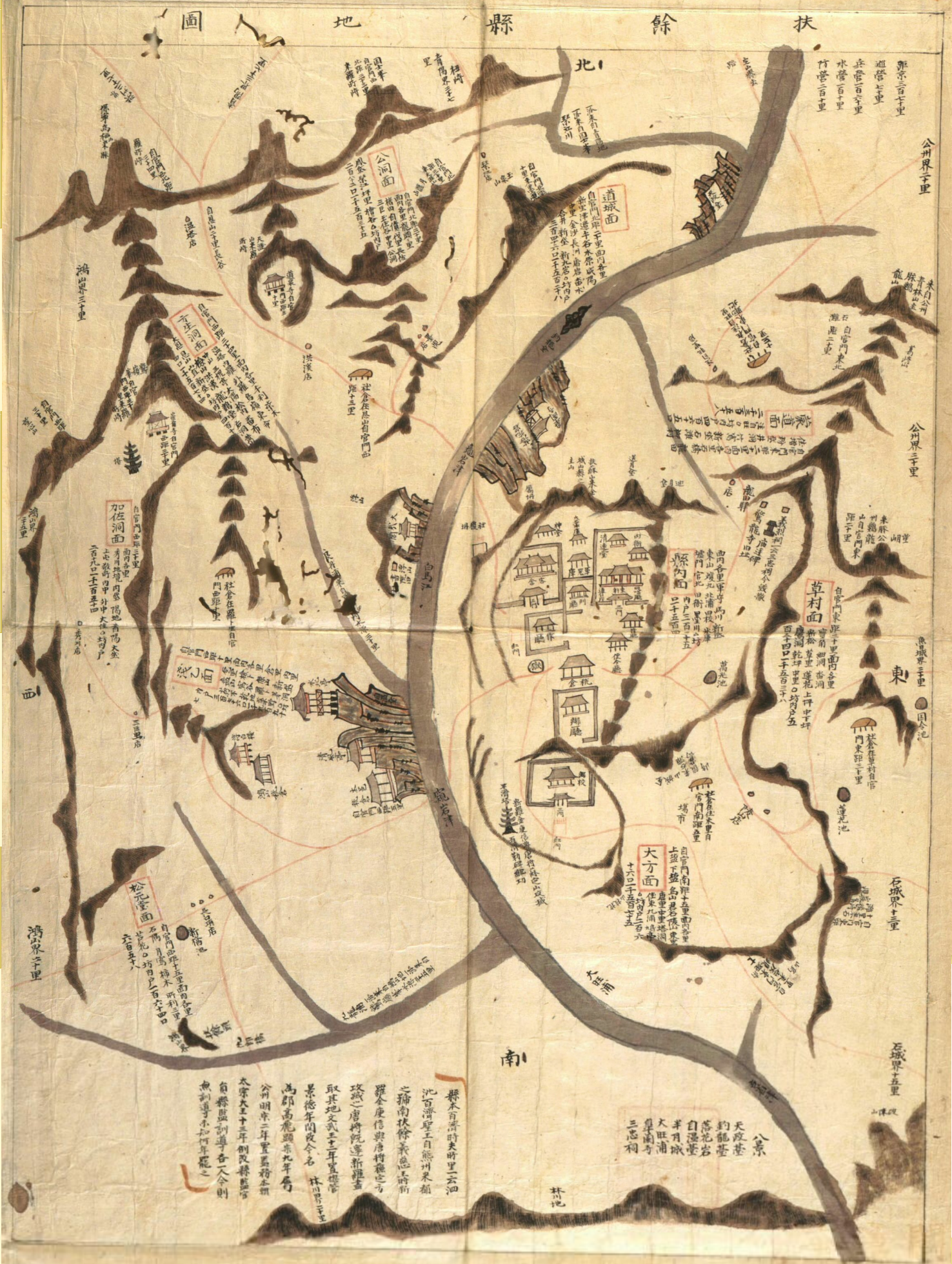
조선후기 부여현 지도

부여는 본래 백제의 대산현(大山縣)이었고, 538년부터 660년까지 백제의 수도였다. 757년(신라 경덕왕 16년) 한산현(翰山縣)으로 고쳐 가림군(嘉林郡)의 영현으로 하였다. 940년(고려 태조 23년) 홍산으로 고치고, 1175년(명종 5) 한산감무로 하여금 이를 겸하게 하였다.
1413년(조선 태종 13년) 현감이 파견되었고, 1895년(고종 32) 군(郡)으로 승격되었으며, 1914년 행정구역개편 때 부여군에 병합되어 홍산면이 되었다. 홍산(鴻山)이라는 지명은 그 모양이 나는 기러기처럼 생긴 비홍산(飛鴻山)에서 유래하였다.
- 538 ~ 660년 백제의 수도 (백제 26대 성왕 16년 ~ 31대 의자왕 20년)
- 당나라 웅진도독부 설치
- 남북국 시대 신라 군현 설치 (2군 2현)
- 고려시대 감무 설치 (4현-부여, 가림, 석성, 흥산)
- 조선시대 1군 3현 (임천군, 부여현, 홍산현, 석성현)
- 1895년 6월 23일(음력 윤 5월 1일) 공주부(公州府) 부여군(扶餘郡), 석성군(石城郡), 홍주부(洪州府) 임천군(林川郡), 홍산군(鴻山郡)[2]
- 1896년 8월 4일 충청남도 부여군, 석성군, 임천군, 홍산군[3]
- 1914년 4월 1일 부여군, 임천군, 홍산군 각 일원, 석성군 일부를 부여군으로 통합하였다.[4] (16면)

| 조선총독부령 제111호 |             |                                                                                |
| 구 행정구역 | 신 행정구역 | 신 행정구역                                                                    |
| 부여군 현내면(縣內面) | 현내면      | 관북리, 구교리, 구아리, 군수리, 동남리, 쌍북리                                 |
| 부여군 대방면(大方面) | 현내면      | 가탑리, 능산리, 염창리, 왕포리, 중정리                                         |
| 부여군 몽도면(蒙道面) | 현내면      | 가증리, 용정리, 상금리, 석목리, 송간리, 송곡리, 신정리, 자왕리, 저석리, 정동리 |
| 부여군 천을면(淺乙面) 규암리, 월구리/건지리/나복리/학곡리/신대리 일부, 내리 일부/반산리 일부, 모동리/채야리/함양리 일부, 걸산리/반산리 일부/신대리 일부, 넙불리, 검복리/돌리/내리 일부/(임천군 북박면) 석우리 일부, 함양리 일부 | 규암면      | 규암리, 나복리, 내리, 모리, 반산리, 부여두리, 외리, 함양리                     |
| 부여군 송당면(松堂面) 노화리 일부/(홍산군 해안면) 지경리 일부, 석우리, 시목리/월학리/(가좌면) 수천리/외경리 일부, 송동리/송서리/노화리 일부 | 규암면      | 노화리, 석우리, 수목리, 합송리                                                 |
| 부여군 도성면(道城面) 장천리/금사리, 신구암리/신리 일부/진변리 일부, 상중리/하중리/신중리, 오곡리/수원리 일부/신리 일부/진변리 일부, 수원리 일부/진변리 일부, 신대리/수답리/합정리, 상호암리/하호암리 | 규암면      | 금암리, 신리, 신성리, 오수리, 진변리, 합정리, 호암리                           |
| 부여군 가좌면(加佐面) 내중리/외중리/대가리/내경리 일부, 숭각리/대대리 일부, 상둔리/하둔리/내경리 일부/외경리 일부, 양지리/지경리/내대리/(홍산군 해안면) 망동리 일부, 내수양리/외수양리/대대리 일부 | 은산면      | 가중리, 각대리, 경둔리, 내지리, 합수리                                         |
| 부여군 공동면(公洞面) 중리/옥가곡리, 저전리/삼거리 일부, 공동리/봉대리/금공리 일부, 용두리, 벌리/자래리/장좌리/삼거리 일부, 회곡리/(도성면) 구룡리 | 은산면      | 가곡리, 거전리, 금공리, 용두리, 장벌리, 회곡리                                 |
| 부여군 방생면(方生面) 여가리/온탑리/조령리/내나마리/외나마리, 중산리/동막리/칠목리/대양리 일부, 신대리/대은리/은산리 일부, 삼괴리/오리리/번포리/검산리 일부/대양리 일부, 산직리/은산리 일부, 후동리/황산리/계룡리/상홍리/하홍리/검산리 일부 | 은산면      | 나령리, 대양리, 신대리, 오번리, 은산리, 홍산리                                 |
| 부여군 초촌면(草村面) 탑동리/신송리 일부/세동리 일부/(몽도면) 신탑리/보각리 일부, 상국리/하평리 일부/신송리 일부/하국리 일부/(노성군 소사면) 덕상리 일부, 중리/화암리/(몽도면) 보각리 일부/(석성군 증산면) 건평리 일부, 상련리/하련리/내련리 일부, 상평리/중평리/답동리/응동리 일부, 하평리 일부/초리 일부/(노성군 소사면) 봉곡리 일부, 건평리/응양리/내련리 일부                 | 초촌면      | 세탑리, 송국리, 신암리, 연화리, 응평리, 초평리, 추양리                         |
| 노성군 소사면(素沙面) 신대리/산직리/봉곡리 일부/덕상리 일부/(석성군 증산면) 연화리 일부/(초촌면) 하국리 일부/초리 일부, 상관리/하관리/장찬리/수량리/진호리 일부/연화리 일부/송정리 일부/(장구면) 오강리 일부, 장월리/운교리/송정리 일부/대정리 일부/왕촌리 일부/진호리 일부/(장구면) 오강리 일부, 신룡리/비안리/연화리 일부/진호리 일부/왕촌리 일부/(공주군 곡화천면) 신흥리 일부 | 초촌면      | 산직리, 소사리, 송정리, 진호리                                                 |
| 석성군 현내면(縣內面) 봉두정리/창리 일부/포사리 일부/(우곤면) 포전리 일부, 향교리/남산리 일부/(비당면) 하리 일부/옥산리 일부/(우곤면) 월외리 일부, 탑동리/봉북리/(북면) 하정리/(비당면) 하리 일부 | 석성면      | 봉정리, 석성리, 현내리                                                         |
| 석성군 북면(北面) 정각리/상화리/중정리/상정리 일부, 월경리/노상리/노하리/염창리 일부 | 석성면      | 정각리, 현북리                                                                 |
| 석성군 비당면(碑堂面) 중리/상리 일부/옥산리 일부/(증산면) 연화리 일부 | 석성면      | 비당리                                                                         |
| 석성군 증산면(甑山面) 건평리/연화리/증산리/종북리/(비당면) 상리 일부/(북면) 하화리/상정리 일부/(초촌면) 응동리 일부 | 석성면      | 증산리                                                                         |
| 홍산군 군내면(郡內面) | 홍산면      | 교원리, 남촌리, 북촌리, 정동리, 좌홍리, 토정리, 홍량리                         |
| 홍산군 대야면(大也面) | 홍산면      | 무정리, 상천리, 조현리                                                         |
| 홍산군 대야면(大也面) | 내산면      | 묘원리, 운치리, 율암리, 천보리                                                 |
| 홍산군 내산면(內山面) | 내산면      | 금치리, 마전리, 온해리, 저동리, 주암리, 지티리                                 |
| 홍산군 내산면(內山面) | 외산면      | 가덕리, 갈산리, 반교리                                                         |
| 홍산군 외산면(外山面) | 외산면      | 만수리, 문신리, 복덕리, 비암리, 삼산리, 수신리, 장항리, 전장리, 지선리, 화성리 |
| 홍산군 하서면(下西面) | 옥산면      | 가덕리, 내대리, 대덕리, 신안리, 안서리                                         |
| 홍산군 상서면(上西面) | 옥산면      | 봉산리, 상기리, 수암리, 중양리, 학산리, 홍연리                                 |
| 홍산군 남면(南面) | 남면        | 금천리, 내곡리, 대선리, 마정리, 송암리, 신홍리, 회동리                         |
| 홍산군 상동면(上東面) | 남면        | 삼용리, 송학리                                                                 |
| 홍산군 상동면(上東面) | 구룡면      | 동방리, 용당리, 죽교리                                                         |
| 홍산군 해안면(海岸面) | 구룡면      | 구봉리, 금사리, 논치리, 주정리, 죽절리, 태양리, 현암리                         |
| 임천군 읍내면(邑內面) | 임천면      | 구교리, 군사리, 두곡리, 칠산리                                                 |
| 임천군 지서면(紙西面) | 임천면      | 가신리, 만사리, 발산리, 비정리, 옥곡리, 탑산리                                 |
| 임천군 성백면(城白面) | 임천면      | 점리                                                                           |
| 임천군 성백면(城白面) | 장암면      | 사산리, 지토리                                                                 |
| 임천군 남내면(南內面) | 장암면      | 북고리, 상황리, 장하리, 정암리, 하황리                                         |
| 임천군 북박면(北朴面) | 장암면      | 석동리, 원문리, 점상리, 합곡리                                                 |
| 임천군 북박면(北朴面) | 충화면      | 만지리                                                                         |
| 임천군 팔가면(八可面) | 충화면      | 가화리, 복금리, 오덕리, 지석리, 천당리, 청남리, 팔충리, 현미리                 |
| 임천군 인세면(仁世面) | 세도면      | 가회리, 귀덕리, 장산리, 청포리                                                 |
| 임천군 초신면(草新面) | 세도면      | 간대리, 동사리, 수고리, 청송리                                                 |
| 임천군 성백면 | 세도면      | 반조원리, 화수리                                                               |
| 임천군 대적면(大積面) | 양화면      | 내성리, 암수리, 오량리, 원당리, 입포리, 족교리, 초왕리                         |
| 임천군 홍상면(洪上面) | 양화면      | 벽용리, 상촌리, 송정리, 수원리, 시음리                                         |
- 1917년 10월 1일 현내면을 부여면으로 개칭하였다.[5]
- 1960년 1월 1일 부여면을 부여읍으로 승격하였다.[6] (1읍 15면)
- 1973년 7월 1일 석성면 현북리가 부여읍에, 장암면 사산리가 세도면에 편입되었다.

## 지리
충청남도의 서남쪽에 위치하며, 동쪽으로 공주시, 논산시, 북쪽으로 청양군, 서로 보령시, 서남으로 서천군, 남으로는 금강을 경계로 전북특별자치도 익산시, 군산시와 접한다. 주변으로는 산지가 많으며 백마강이 부여군 한가운데를 지난다.
차령산맥이 충청남도의 북동에서 남서부로 이어져 군의 북서쪽을 지나면서 구릉지를 이루고, 성태산(631m)·만수산(432m)·월명산(544m)·옥녀봉(368m)·원진산(271m) 등이 보령시·서천군과 경계를 이룬다.
부여군의 동부를 흘러 남쪽 군계(郡界)를 이루는 금강 연안에 충적평야가 펼쳐지고, 북부·서부 산지에서 시작하여 금강으로 흘러드는 은산천(恩山川)·구룡천(九龍川)·금천(金川)·사동천(寺洞川)·여사천(餘士川) 등의 하천 유역에도 크고 작은 평야가 형성되어 있다.
내산면(內山面)에서 시작하는 구룡천은 금천과 합류하여 부여 딴펄마을에서 금강으로 흘러드는데, 이 두 하천 유역의 구룡평야는 3,000ha가 넘는 비옥한 토지로 부여군내 제일의 곡창지대를 이룬다.

### 기후
| 부여기상관측소 (부여군 부여읍 가탑리, 해발 13.42m)의 기후 | 부여기상관측소 (부여군 부여읍 가탑리, 해발 13.42m)의 기후 | 부여기상관측소 (부여군 부여읍 가탑리, 해발 13.42m)의 기후 | 부여기상관측소 (부여군 부여읍 가탑리, 해발 13.42m)의 기후 | 부여기상관측소 (부여군 부여읍 가탑리, 해발 13.42m)의 기후 | 부여기상관측소 (부여군 부여읍 가탑리, 해발 13.42m)의 기후 | 부여기상관측소 (부여군 부여읍 가탑리, 해발 13.42m)의 기후 | 부여기상관측소 (부여군 부여읍 가탑리, 해발 13.42m)의 기후 | 부여기상관측소 (부여군 부여읍 가탑리, 해발 13.42m)의 기후 | 부여기상관측소 (부여군 부여읍 가탑리, 해발 13.42m)의 기후 | 부여기상관측소 (부여군 부여읍 가탑리, 해발 13.42m)의 기후 | 부여기상관측소 (부여군 부여읍 가탑리, 해발 13.42m)의 기후 | 부여기상관측소 (부여군 부여읍 가탑리, 해발 13.42m)의 기후 | 부여기상관측소 (부여군 부여읍 가탑리, 해발 13.42m)의 기후 |
| 월                                                        | 1월                                                       | 2월                                                       | 3월                                                       | 4월                                                       | 5월                                                       | 6월                                                       | 7월                                                       | 8월                                                       | 9월                                                       | 10월                                                      | 11월                                                      | 12월                                                      | 연간                                                      |
| --------------------------------------------------------- | --------------------------------------------------------- | --------------------------------------------------------- | --------------------------------------------------------- | --------------------------------------------------------- | --------------------------------------------------------- | --------------------------------------------------------- | --------------------------------------------------------- | --------------------------------------------------------- | --------------------------------------------------------- | --------------------------------------------------------- | --------------------------------------------------------- | --------------------------------------------------------- | --------------------------------------------------------- |
| 역대 최고 기온 °C (°F)                                    | 17.0 (62.6)                                               | 20.6 (69.1)                                               | 25.3 (77.5)                                               | 30.7 (87.3)                                               | 33.3 (91.9)                                               | 34.7 (94.5)                                               | 37.7 (99.9)                                               | 39.3 (102.7)                                              | 34.1 (93.4)                                               | 30.5 (86.9)                                               | 25.9 (78.6)                                               | 19.8 (67.6)                                               | 39.3 (102.7)                                              |
| 일평균 최고 기온 °C (°F)                                  | 4.4 (39.9)                                                | 7.2 (45.0)                                                | 12.7 (54.9)                                               | 19.3 (66.7)                                               | 24.5 (76.1)                                               | 28.0 (82.4)                                               | 29.8 (85.6)                                               | 30.8 (87.4)                                               | 26.9 (80.4)                                               | 21.4 (70.5)                                               | 13.8 (56.8)                                               | 6.5 (43.7)                                                | 18.8 (65.8)                                               |
| 일일 평균 기온 °C (°F)                                    | −1.5 (29.3)                                               | 0.7 (33.3)                                                | 5.7 (42.3)                                                | 11.8 (53.2)                                               | 17.6 (63.7)                                               | 22.1 (71.8)                                               | 25.3 (77.5)                                               | 25.7 (78.3)                                               | 20.7 (69.3)                                               | 13.8 (56.8)                                               | 6.9 (44.4)                                                | 0.4 (32.7)                                                | 12.4 (54.3)                                               |
| 일평균 최저 기온 °C (°F)                                  | −6.6 (20.1)                                               | −4.9 (23.2)                                               | −0.6 (30.9)                                               | 4.9 (40.8)                                                | 11.4 (52.5)                                               | 17.2 (63.0)                                               | 21.8 (71.2)                                               | 21.9 (71.4)                                               | 15.9 (60.6)                                               | 7.7 (45.9)                                                | 1.4 (34.5)                                                | −4.5 (23.9)                                               | 7.1 (44.8)                                                |
| 역대 최저 기온 °C (°F)                                    | −22.1 (−7.8)                                              | −16.6 (2.1)                                               | −12.5 (9.5)                                               | −5.5 (22.1)                                               | 0.4 (32.7)                                                | 6.8 (44.2)                                                | 13.0 (55.4)                                               | 11.2 (52.2)                                               | 3.2 (37.8)                                                | −3.6 (25.5)                                               | −11.2 (11.8)                                              | −17.6 (0.3)                                               | −22.1 (−7.8)                                              |
| 평균 강수량 mm (인치)                                     | 24.9 (0.98)                                               | 37.6 (1.48)                                               | 50.9 (2.00)                                               | 85.3 (3.36)                                               | 97.5 (3.84)                                               | 157.1 (6.19)                                              | 295.7 (11.64)                                             | 284.8 (11.21)                                             | 146.0 (5.75)                                              | 63.6 (2.50)                                               | 51.8 (2.04)                                               | 31.4 (1.24)                                               | 1,326.6 (52.23)                                           |
| 평균 강수일수 (≥ 0.1 mm)                                  | 6.9                                                       | 5.8                                                       | 7.6                                                       | 7.9                                                       | 7.9                                                       | 9.3                                                       | 14.7                                                      | 13.5                                                      | 8.7                                                       | 5.9                                                       | 8.4                                                       | 8.9                                                       | 105.5                                                     |
| 평균 상대 습도 (%)                                        | 70.9                                                      | 65.6                                                      | 64.1                                                      | 63.0                                                      | 66.9                                                      | 72.1                                                      | 79.8                                                      | 78.5                                                      | 75.8                                                      | 74.0                                                      | 73.1                                                      | 73.2                                                      | 71.4                                                      |
| 평균 월간 일조시간                                        | 164.4                                                     | 173.6                                                     | 209.6                                                     | 222.5                                                     | 236.5                                                     | 199.3                                                     | 157.7                                                     | 184.5                                                     | 187.2                                                     | 198.8                                                     | 155.6                                                     | 153.3                                                     | 2,243                                                     |
| 출처: 기상청 (평년값: 1991년~2020년, 극값: 1972년~현재)   |                                                           |                                                           |                                                           |                                                           |                                                           |                                                           |                                                           |                                                           |                                                           |                                                           |                                                           |                                                           |                                                           |

## 산업

### 지역내 총생산
부여군의 2012년 지역 내 총생산은 3조7800억 원으로 충청남도 지역 내 총생산의 1.3%를 차지하고 있다. 이중 농림어업(1차 산업)은 6천12억 원으로 16.20%를 차지하고, 광업 및 제조업(2차 산업)은 1조5511억 원으로 41.03%의 비중으로 차지하고 있으며, 상업 및 서비스업(3차 산업)은 1조61710억 원으로 42.77%의 비중을 차지한다. 3차 산업 부문에서는 건설업(8.94%)과 공공행정(7.28%), 교육 서비스업(4.05%), 도소매업(3.3%)이 큰 비중을 차지하고 있다.

### 산업별 종사자 현황
2022년 부여군 산업의 총종사자 수는 19,482명으로 충청남도 총 종사자 수의 2.4%를 차지하고 있다. 이중 농림어업(1차 산업)은 349명으로 비중이 낮고 1.8%의 비중을 차지하고, 광업 및 제조업(2차 산업)은 3,342명으로 17.2%의 비중으로 차지하고 상업 및 서비스업(3차산업)은 15,779명으로 81.0%의 비중을 차지한다. 2차 산업은 충청남도 전체의 비중(32.8%)보다 낮고 3차 산업은 충청남도 전체비중(66.7%)보다 높다. 3차 산업 부문에서는 숙박 및 음식점업(10.8%), 도소매업(16.7%)과 교육서비스업(8.3%) 보건업 및 사회복지서비스업(9.4%), 문화 및 기타서비스업(8.6%)이 큰 비중을 차지하고 있다.

### 상주인구와 주간인구
부여군 2017년 기준 상주인구는 69,086명이고 주간인구는 68,620명으로 주간인구지수가 103으로 높다. 통근으로 인한 유입인구는 3,927명, 유출인구는1,492명이고, 통학으로 인한 유입인구는 267명, 유출인구는 562명으로 전체 유입인구가 2,140명 더 많은데, 이는 충청남도 대부분의 지역에서 공통적으로 나타나는 현상이다.

## 행정 구역
부여군의 행정 구역은 1읍 15면 191법정리 432행정리 1,686반으로 편제되어 있다. 군청사는 부여읍 동남리 725에 있다. 인구는 2017년 12월 31일을 기준으로 69,086명이며, 전체 인구의 32%가 부여읍에 거주하고 있다. 또한 면적은 624.6km2(2009)로 도내에서 공주시, 서산시, 당진시, 천안시에 이어 다섯 번째로 넓다. 인구 최고치는 1964년의 195,843명이었다. 제헌 국회 때부터 5대 민의원까지는 부여군도 부여갑, 부여을 선거구로 나누었으나 단일 선거구가 되었고, 현재는 청양군, 공주시와 선거구를 공유하고 있다.

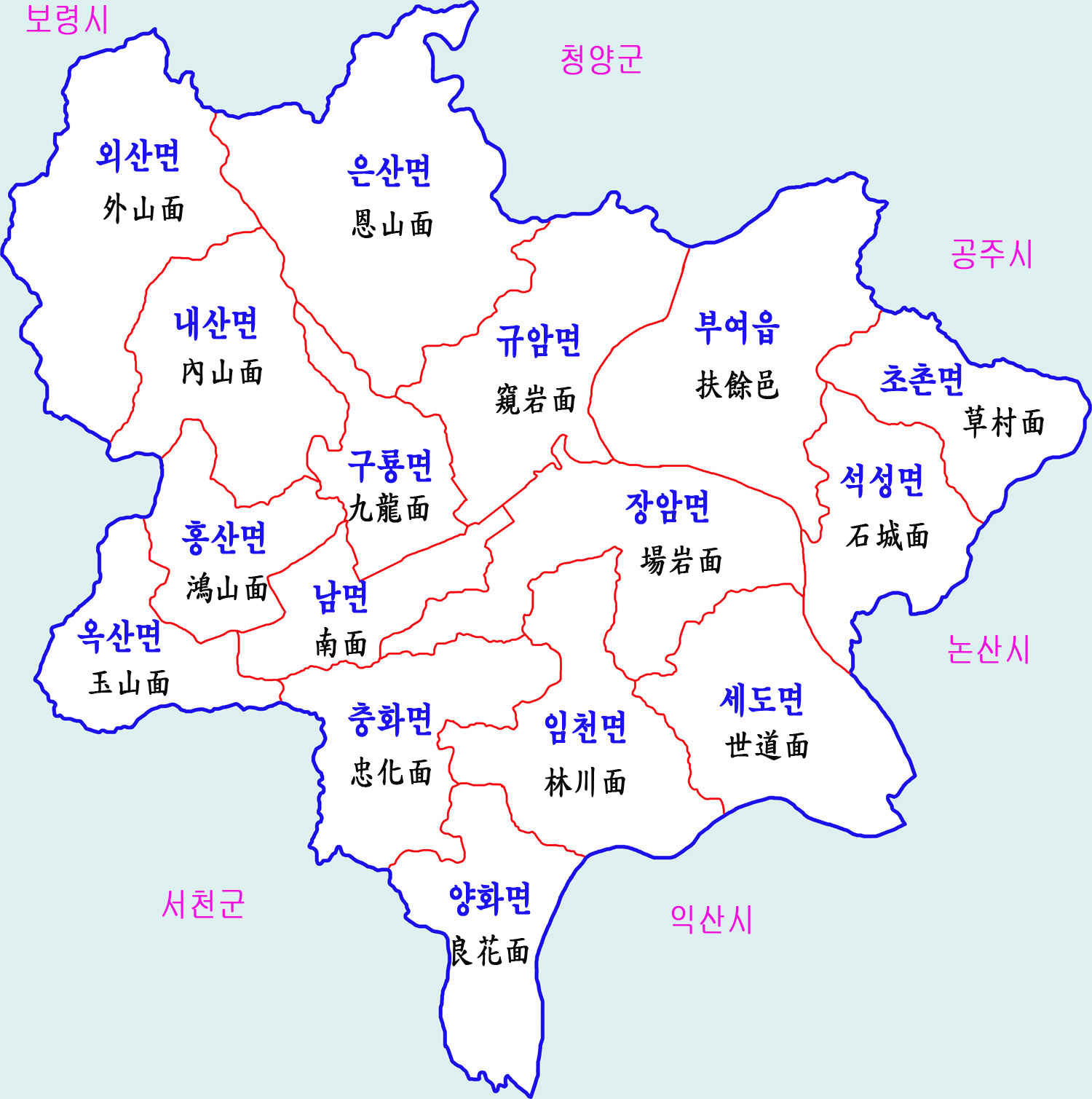

| 읍·면  | 한자   | 세대   | 인구   | 면적   |
| ------ | ------ | ------ | ------ | ------ |
| 부여읍 | 扶餘邑 | 9,901  | 22,648 | 58.86  |
| 규암면 | 窺岩面 | 4,882  | 10,741 | 46.58  |
| 은산면 | 恩山面 | 1,943  | 4,069  | 69.45  |
| 외산면 | 外山面 | 1,335  | 2,529  | 56.02  |
| 내산면 | 內山面 | 856    | 1,687  | 40.45  |
| 구룡면 | 九龍面 | 1,254  | 1,265  | 21.86  |
| 홍산면 | 鴻山面 | 1,558  | 3,118  | 23.9   |
| 옥산면 | 玉山面 | 806    | 1,515  | 25.39  |
| 남면   | 南面   | 1,041  | 2,008  | 20.99  |
| 충화면 | 忠化面 | 672    | 1,240  | 37.1   |
| 양화면 | 良花面 | 1,018  | 1,841  | 32.77  |
| 임천면 | 林川面 | 1,664  | 3,440  | 43.15  |
| 장암면 | 場岩面 | 1,646  | 3,074  | 47.69  |
| 세도면 | 世道面 | 1,777  | 3,448  | 41.92  |
| 석성면 | 石城面 | 1,558  | 3,254  | 30.58  |
| 초촌면 | 草村面 | 1,216  | 2,373  | 27.97  |
| 부여군 | 扶餘郡 | 32,999 | 69,086 | 624.67 |

### 도시 계획
도시 계획 구역은 부여읍, 규암면, 은산면, 홍산면 4개 읍면 중심으로 44.2km"가 지정되었으며, 이중 부여,규암 39.75km"에 대하여는 2006년 목표년도로 한 도시계획을 수립하였다. 이 계획은 2000년대를 향한 역사,문화,관광도시의 위상정립과 백제 문화권 종합계획에 따른 도시개발 전략을 제시한 계획이다.
| 읍도지역/읍면별 | 계    | 주거지역 | 상업지역 | 공업지역 | 녹지지역 |
| --------------- | ----- | -------- | -------- | -------- | -------- |
| 계              | 44.21 | 3.17     | 0.53     | 0.21     | 40.22    |
| 부여(규암)      | 39.74 | 2.46     | 0.47     | 0.29     | 36.53    |

## 군청
- 현재 부여군청은 충청남도 부여군 부여읍에 위치하고 있다.

## 문화 · 관광

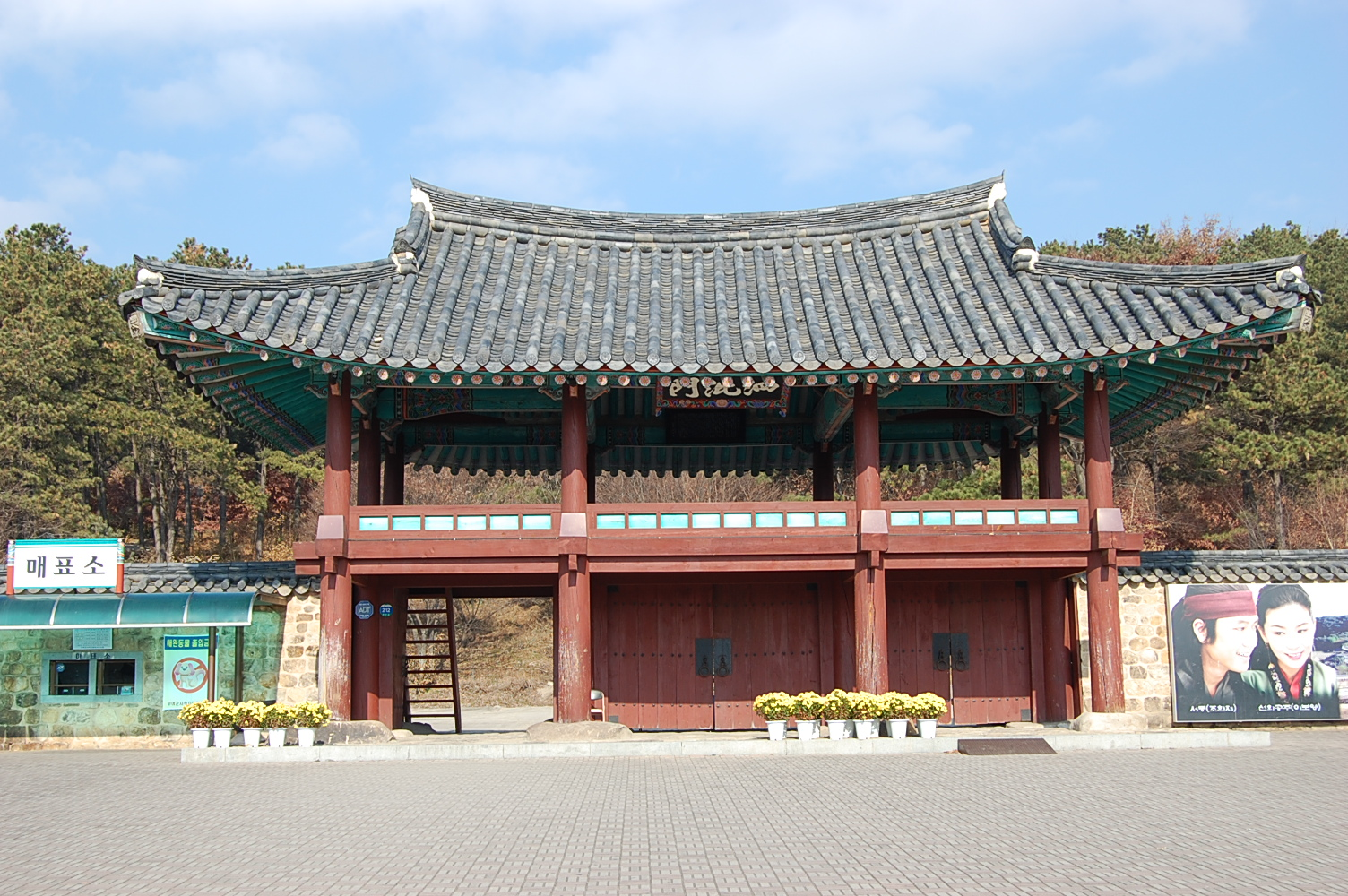
부소산성

부여는 백제의 마지막 수도로서 이와 관련한 역사 탐방이 문화관광의 주된 자원이다. 주요 사적으로는 부여군 부여읍 동남리에 있는 부여정림사지오층석탑과 능산리고분군, 궁남지, 부소산성, 낙화암, 고란사, 무량사 등이 있다. 대표적 유물로는 국보로 지정된 백제금동대향로, 부여정림사지오층석탑 등이 있다. 국가지정문화재에는 국보 4점, 보물 16점, 사적 21곳, 무형문화재 1점, 민속자료 4점, 천연기념물 1점, 사적 및 명승 1점을 보유하고 있으며, 도지정문화재로 유형문화재 25점, 기념물 25점, 무형문화재 5점이 있다. 그 외에도 도문화재자료 40점, 군향토유족77점으로 많은 문화재가 있다. 매해 공주시와 합동으로 10월에 종합예술제인 백제문화제를 개최한다.

### 명소,유적지
- 부여 관북리 유적(사적 제428호)
- 부소산성(사적 제5호)
- 부여 왕릉원(사적 제14호)
- 정림사지(사적 제301호)
- 부여 나성(사적 제58호)
- 부여 정림사지 오층석탑, 부여정림사지박물관
- 부소산성, 낙화암, 고란사
- 궁남지
- 무량사
- 부여 가림성
- 부여동헌
- 구드래

#### 부여팔경
조선시대 이후 부여팔경이 전해져 내려오고 있다.
- 천정대, 조어대, 낙화암, 자온대, 반월성, 대왕포, 고란사, 삼충사

### 박물관
- 국립부여박물관
- 정림사지박물관

### 연구소
- 사비생물연구소

### 행사
- 백제문화제(매년 10월 초·중순)
- 은산별신제(恩山別神祭) (매년 3월)
- 유왕산 추모제 (매년 음력 8월 16일~17일)
- 팔충제 (매년 10월초)
- 임천 충혼제(매년 4월말)

## 교통

### 고속도로
2009년 5월에 개통한 서천공주고속도로가 관통하며, 부여읍내로 진입할 수 있는 부여 나들목과 남면등으로 진입할 수 있는 서부여 나들목이 신설되었다. 2024년 12월 10일 익산평택고속도로 부여구룡 나들목~안중 나들목 구간이 개통되었다.

### 버스
- 시내버스 - 부여군의 농어촌버스 참조.
- 시외버스 - 부여시외버스터미널 참조.

## 스포츠
부여군에는 백마강생활체육공원, 군민체육관 등의 스포츠 시설이 있다. 과거 K3리그에 참여했던 부여군 FC가 연고로 삼기도 했다.

## 교육
- 초등학교
  - 궁남초등학교
  - 백제초등학교
  - 부여초등학교
  - 대왕초등학교
  - 규암초등학교
  - 백강초등학교
  - 은산초등학교
  - 송간초등학교
  - 석성초등학교
  - 석양초등학교
  - 세도초등학교
  - 장암초등학교
  - 용당초등학교
  - 초촌초등학교
  - 구룡초등학교
  - 인세초등학교
  - 임천초등학교
  - 충화초등학교
  - 홍산초등학교
  - 합송초등학교
  - 옥산초등학교
  - 마정초등학교
  - 내산초등학교
  - 외산초등학교

- 중학교
  - 부여중학교
  - 부여여자중학교
  - 백제중학교
  - 임천중학교
  - 양화중학교
  - 은산중학교
  - 세도중학교
  - 용강중학교
  - 외산중학교
  - 석성중학교
  - 홍산중학교

- 고등학교
  - 부여고등학교
  - 부여여자고등학교
  - 부여정보고등학교
  - 부여전자고등학교
  - 한국식품마이스터고등학교
- 국립대학교
  - 한국전통문화대학교

## 라디오방송
- CH 3번: FM 90.5MHz - 대전국악방송
- CH 4번: FM 91.7MHz - 대전CBS
- CH 5번: FM 92.5MHz - 대전MBC 라디오
- CH 7번: FM 93.3MHz - 대전극동방송
- CH 9번: FM 94.7MHz - KBS대전 제1라디오
- CH 11번: FM 95.7MHz - TJB 파워FM
- CH 13번: FM 97.5MHz - 대전MBC FM4U
- CH 15번: FM 98.5MHz - KBS대전 FM방송
- CH 16번: FM 100.9Mhz - KBS대전 제2라디오
- CH 21번: FM 102.9MHz - TBN 대전교통방송
- CH 24번: FM 105.7MHz - EBS FM (계룡산)
- CH 25번: FM 106.3MHz - CPBC 대전가톨릭평화방송

## 자매 도시

### 국내
국내 자매결연 현황은 다음과 같다.
| 도시              | 자매결연시기     |
| ----------------- | ---------------- |
| 서울특별시 양천구 | 1997년 8월 27일  |
| 경기도 군포시     | 1999년 5월 18일  |
| 서울특별시 강남구 | 2002년 1월 23일  |
| 서울특별시 강동구 | 2002년 9월 2일   |
| 경상북도 경주시   | 2008년 11월 20일 |
| 대구광역시 동구   | 2011년 11월 22일 |
| 서울특별시 중구   | 2013년 5월 2일   |
| 대전광역시 대덕구 | 2021년 3월 5일   |
| 경기도 남양주시   | 2021년 10월 21일 |
| 서울특별시 강북구 | 2022년 10월 27일 |

### 국외
국외 자매결연 현황은 다음과 같다.
| 도시                                                      | 국가     | 자매결연시기     |
| --------------------------------------------------------- | -------- | ---------------- |
| 일본 나라현(奈良縣) 다카이치군(高市郡) 아스카촌(明日香村) | 일본     | 1972년 11월 28일 |
| 일본 후쿠오카현(福岡県) 다자이후시(太宰府市)              | 일본     | 1978년 4월 21일  |
| 네덜란드 림뷔르흐주 호스트안데마스                        | 네덜란드 | 2012년 6월 12일  |
| 중국 옌타이시(煙臺市)                                     | 중국     | 2019년 11월 16일 |
| 중국 허난성(河南省) 뤄양 시(洛陽市)                       | 중국     | 1996년 8월 13일  |

## 같이 보기
- 대한민국의 지리
- 부여 정림사지 오층석탑